# Nantes
Nantes (wymowaⓘ, bret. Naoned) – miasto w zachodniej Francji, port nad Loarą (w regionie Kraj Loary, w departamencie Loara Atlantycka), historyczna stolica Bretanii.
Według danych z 2018 gminę zamieszkiwało 319 284 osób, a gęstość zaludnienia wynosiła 4897,7 osób/km².
Nantes było miejscem wydania edyktu nantejskiego oraz narodzin pisarza Juliusza Verne’a, twórcy literatury fantastycznonaukowej.
W związku z intensywnym rozwojem, miasto jest doceniane w licznych rankingach. W 2004 Nantes zostało uznane przez Time Magazine „najlepszym miastem do życia w Europie”. W 2018 Nantes zostało uznane przez portal The Local oraz magazyn l’Express najlepszym miastem do pracy we Francji. W 2019 Nantes zwyciężyło również w konkursie Komisji Europejskiej otrzymując tytuł Europejskiej Stolicy Innowacji 2019.
Z uwagi na wysoki poziom życia i ochrony środowiska Komisja Europejska przyznała w 2013 Nantes tytuł Zielonej Stolicy Europy.
W mieście ma swoją siedzibę klub piłkarski FC Nantes.

## Historia
- ok. 70 p.n.e. – założenie miasta przez Celtów
- 843 – miasto zdobyli i spalili wikingowie[8]
- 937 – Alan II Krętobrody książę Bretanii ustanawia Nantes stolicą[8]
- XVI wiek – rozwój miasta dzięki portowi morskiemu
- 1598 – Henryk IV Burbon podpisał tu edykt wprowadzający wolność wyznania i równouprawnienie protestantów wobec katolików

## Geografia

### Klimat
| Miesiąc | Sty  | Lut  | Mar  | Kwi  | Maj  | Cze  | Lip  | Sie  | Wrz  | Paź  | Lis  | Gru  | Roczna |
| --- | ---- | ---- | ---- | ---- | ---- | ---- | ---- | ---- | ---- | ---- | ---- | ---- | ------ |
| Średnie temperatury w dzień [°C]                                                                                  | 9,3  | 10,5 | 13,5 | 16,2 | 19,6 | 23,0 | 25,1 | 25,4 | 22,4 | 17,6 | 12,9 | 9,8  | 17,1   |
| Średnie dobowe temperatury [°C]                                                                                   | 6,4  | 6,7  | 9,2  | 11,4 | 14,7 | 17,8 | 19,7 | 19,8 | 17,1 | 13,5 | 9,4  | 6,7  | 12,7   |
| Średnie temperatury w nocy [°C]                                                                                   | 3,4  | 3,0  | 4,9  | 6,6  | 9,8  | 12,7 | 14,3 | 14,2 | 11,8 | 9,5  | 5,9  | 3,7  | 8,3    |
| Opady [mm] | 87,9 | 67,5 | 58,4 | 58,3 | 61,0 | 48,5 | 44,2 | 50,3 | 59,5 | 88,8 | 94,1 | 101  | 820    |
| Średnia liczba dni z opadami                                                                                      | 12,5 | 10,6 | 9,4  | 9,7  | 9,6  | 7,6  | 7,1  | 7,2  | 7,8  | 11,8 | 13,0 | 13,5 | 120    |
| Średnie usłonecznienie [h]                                                                                        | 73   | 102  | 147  | 183  | 203  | 213  | 229  | 233  | 199  | 123  | 91   | 78   | 1873   |
| Źródło: meteofrance.fr (liczba dni z opadami dla wartości 1 mm, 1991–2020, wysokość 26 m n.p.m., 40 km od oceanu) |      |      |      |      |      |      |      |      |      |      |      |      |        |

## Zabytki
- Gotycka katedra św. Piotra i Pawła (budowana w latach 1434–1891), wewnątrz znajduje się renesansowy grobowiec Franciszka II i jego żony Małgorzaty de Foix autorstwa Michela Colombe. Grobowiec otaczają posągi przedstawiające 4 cnoty kardynalne – sprawiedliwość, męstwo, roztropność i umiarkowanie;
- Gotycki dom kapituły
- Zamek książąt Bretanii (XV – XVIII w.)
- Kościół Św. Krzyża (XVII w.)
- Place Royale z zabudową z XVIII wieku zrekonstruowaną po zniszczeniach II wojny światowej
- Historyczne kamienice kupieckie na Wyspie Feydeau (XVI – XVIII w.)
- Modernistyczny blok mieszkalny zwany Unité d’Habitation autorstwa Le Corbusiera w Nantes-Rezé (1955), który został wpisany do rejestru zabytków w 2001[10][11][12]. Blok mieszkalny wznoszący się na betonowych filarach został celowo ulokowany przez architekta w stawie z kaczkami aby zintegrować go z naturą[13]. Budynek został wyposażony także w kładkę i pomost nad stawem oraz w basen i przedszkole na dachu[14]. Taras widokowy na dachu, hol i mieszkanie pokazowe nr. 601 są dostępne do zwiedzania. Nad dachem widoczny jest podniebny pomost, który wystaje poza obrys budynku.

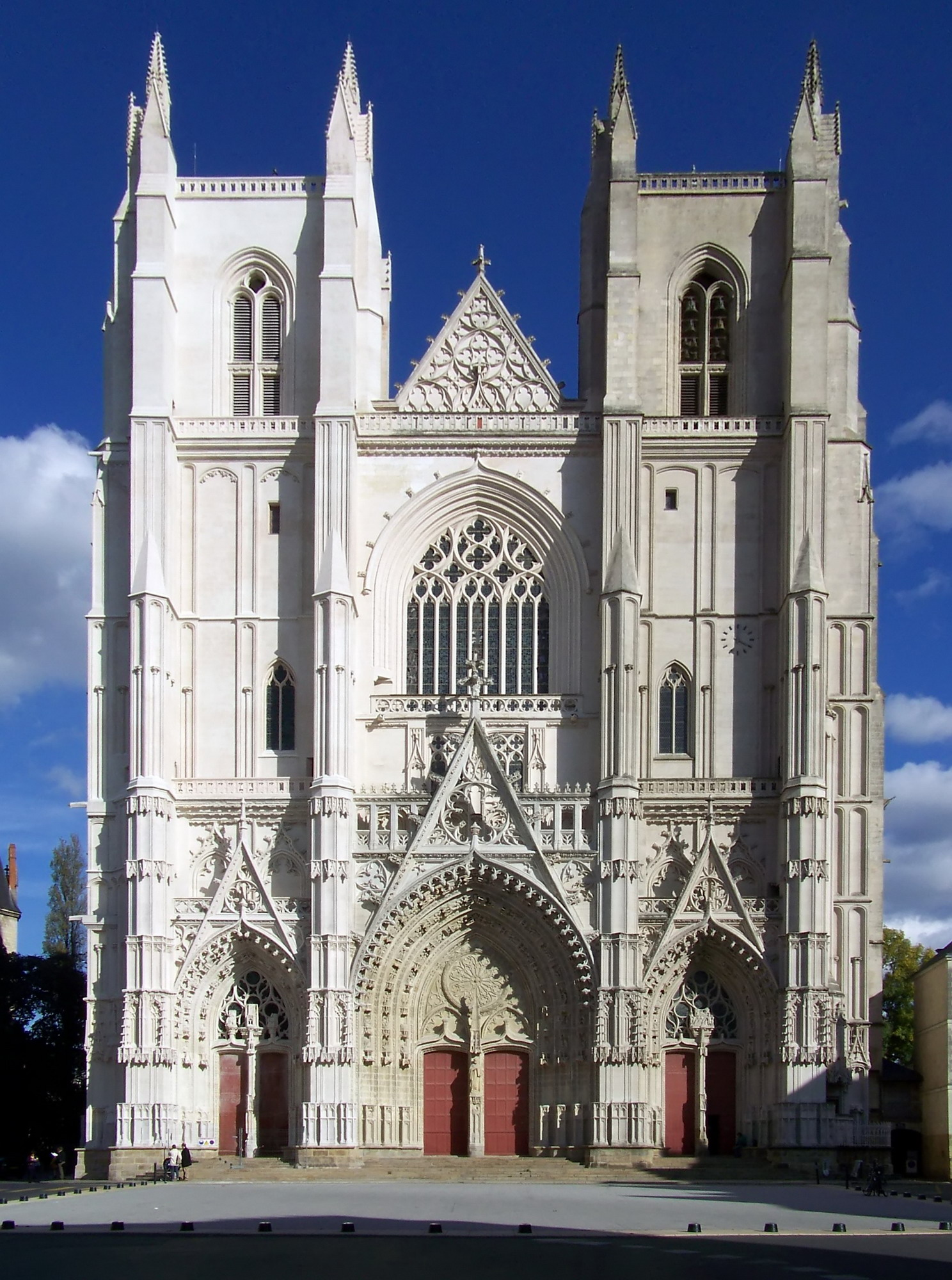
Katedra, fasada
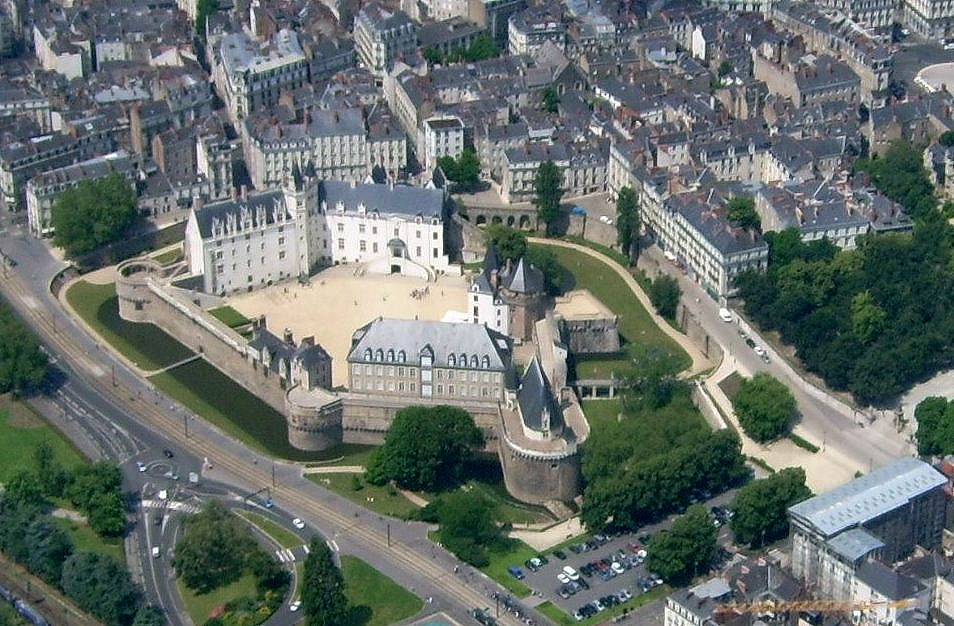
Zamek książąt Bretanii
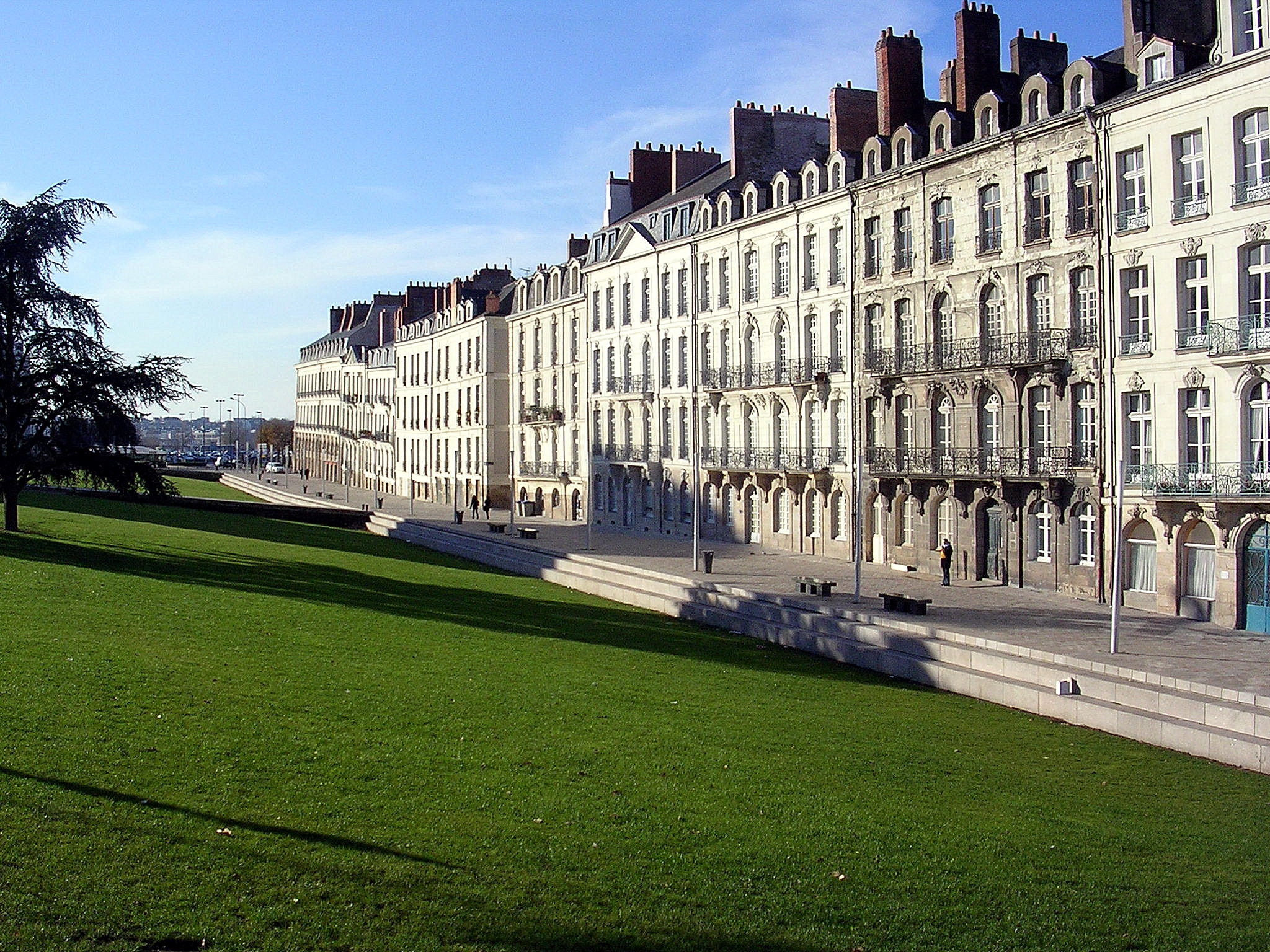
XVIII-wieczne kamienice kupieckie na Wyspie Feydeau połączonej z miastem w 1936. Trawnik ulokowano w miejscu dawnego biegu rzeki Loary
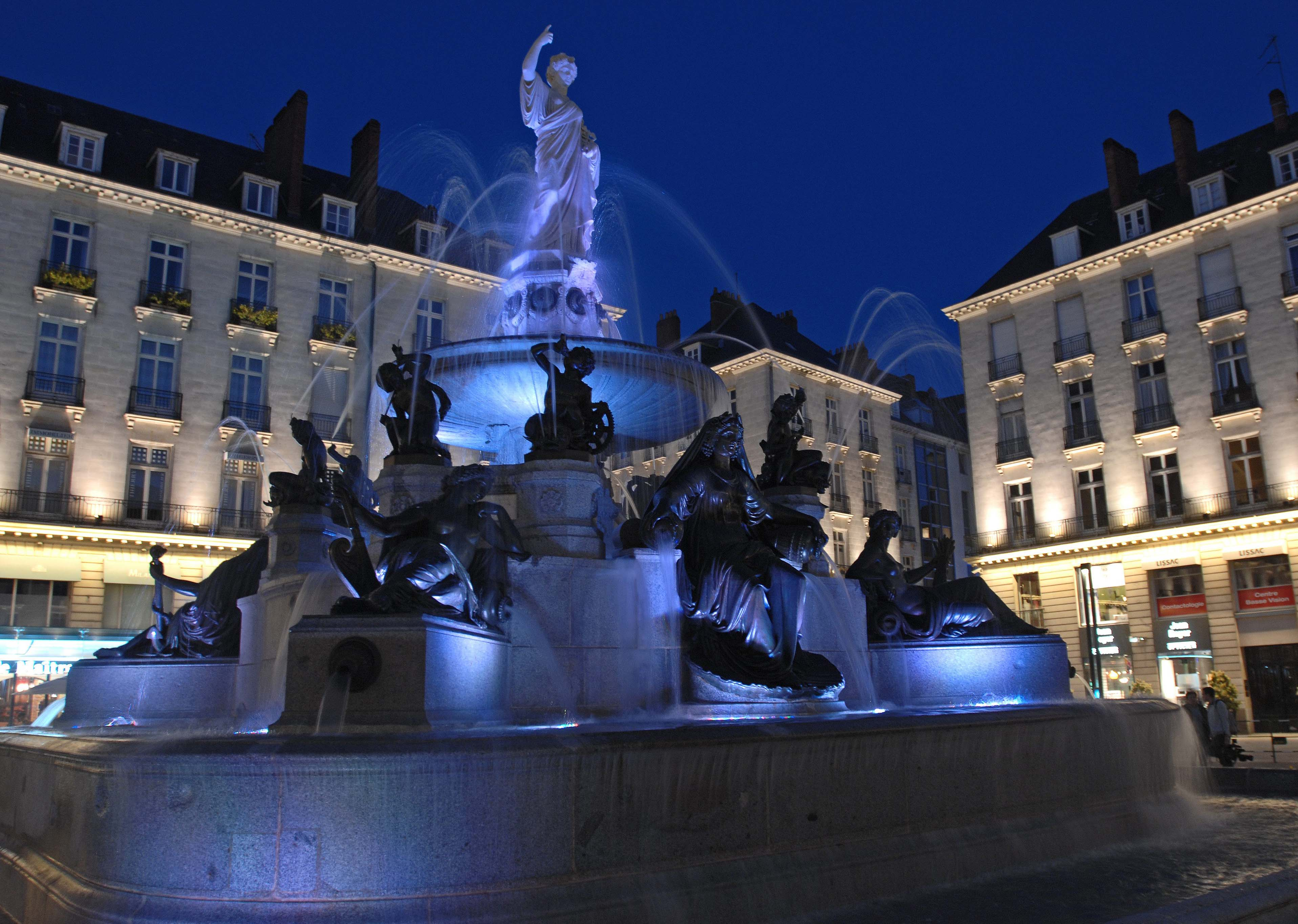
Place Royale
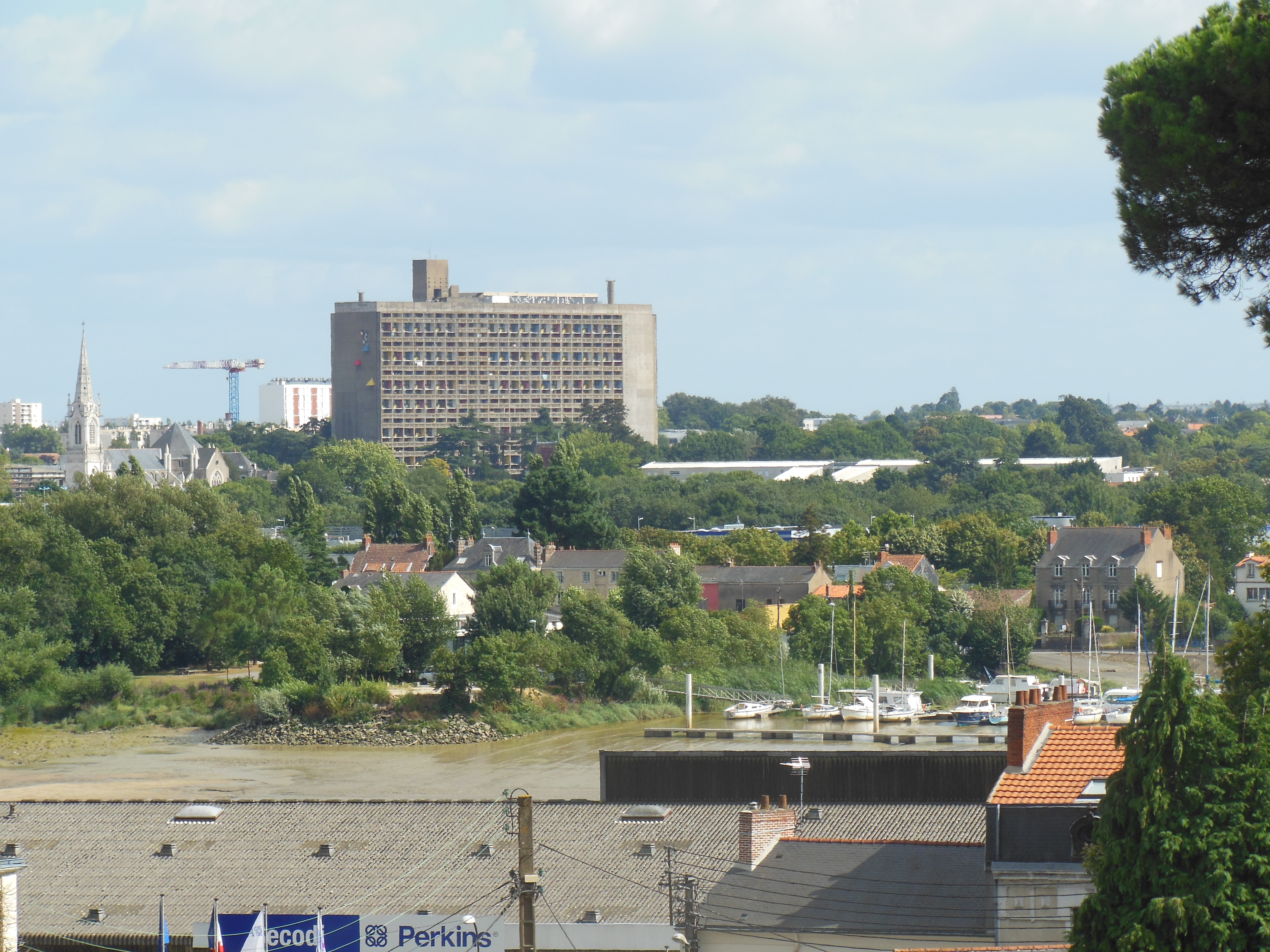
Blok mieszkalny Unité d’Habitation powstał w 1955

## Infrastruktura
Na południowy zachód zaledwie kilka kilometrów od centrum Nantes położony jest międzynarodowy port lotniczy Nantes Atlantique. Lotnisko ma połączenia regularne z 60 miastami w tym loty krajowe, europejskie i dalekodystansowe. W 2012 lotnisko obsłużyło ponad 3,6 mln pasażerów. Z kolei kilkanaście kilometrów na północ znajduje się kolejny port lotniczy Saint-Nazaire. Ten port jest ważny ze względu na przesyły towarów – cargo. Jest jednym z głównych portów, które obsługują firmę Airbus.

Sieć głównych dróg otaczających Nantes

Nantes posiada obwodnice i doskonałe połączenie dzięki bliskości autostrad. Autostrada A11 prowadzi w kierunku Angers, aż do Paryża, natomiast A83 gwarantuje szybkie połączenie do Bordeaux przez Niort i Poitiers.
Nantes posiada także bardzo dobrze rozbudowaną sieć transportu miejskiego za sprawą licznych linii autobusowych oraz tramwajowych, a także wykorzystuje transport wodny. Każdego dnia z transportu publicznego korzysta ponad 2 miliony osób (dane za 2012).
Tak jak ma to miejsce w większości francuskich miast w centrum Nantes jest dworzec kolejowy – Gare de Nantes, który łączy miasto poprzez regionalną kolej, jak i na peronach codziennie pojawiają się pociągi dużych prędkości TGV.

## Edukacja
- Audencia
- E-Artsup
- École centrale de Nantes

## Miasta partnerskie
- Cardiff, Wielka Brytania
- Saarbrücken, Niemcy
- Tbilisi, Gruzja
- Seattle, Stany Zjednoczone
- Jacksonville, Stany Zjednoczone
- Qingdao, Chińska Republika Ludowa
- Niigata, Japonia
- Cochabamba, Boliwia
- Durban, Południowa Afryka
- Recife, Brazylia
- Agadir, Maroko
- Rufisque, Senegal
- Dschang, Kamerun
- Kluż-Napoka, Rumunia
- Saint Martinville, Stany Zjednoczone
- Jerycho, Palestyna
- Pétionville, Haiti
- Desdunes, Haiti